# شبح‌بید کوئینزلند
شبح‌بید کوئینزلند (نام علمی: Anomoses hylecoetes) نام یک تیره از راسته پروانه‌سانان است.